# MANNY
MANNY（マニー、1985年8月1日 - ）は、日本の男性俳優、ファッションモデル。日本名のレノ 聡（）名義でも活動する。アクロス エンタテインメント所属。

## 人物
日本とフランスのハーフ。ファッションモデルとしてデビュー、数多くのストリート誌や広告で活躍したのち、天才劇団バカバッカの本公演Vol.2にて初舞台を踏む。その後、同劇団へ入団、俳優のキャリアをスタートさせる。俳優活動とモデル活動を並行させながら、近年ではラジオパーソナリティーやWeb TV番組のMCなどを務め、また自身活躍の場を広げている。
また、文化・国籍をクロスオーバーするヒップホップ表現家グループNew Japp Herozのメンバーとして音楽活動も行っている。
MCネームはManny（マニー）。
趣味・特技はスケートボード、ラップ、格闘技、英語、フランス語。

## 出演

### 雑誌
- Samurai magazine
- WOOFIN'
- Ollie
- smart HEAD
- POPEYE
- FINEBOYS
- FLJ magazine
- COOL TRANS
- ゼクシィ
- 自転車人
- Bicycle Navi
- 411
- 遠州ナビ（表紙）

### Still
- B:MING LIFE STORE by BEAMS
- ニューバランス
- inhabitant（フェニックス）
- Zephyren 2016 Summer カタログ
- DOUBLE HARD
- Kappa（フェニックス）
- Doublefocus（イオン）
- BRIDGESTONE ordina
- element
- felic
- AZ（ZOZOTOWN）

### CM
- 日産・ジューク

### MV
- 8utterfly『友達以上、恋人未満。』

### VP
- adlens P.O.V.（web short movie）
- ZENDO NanoSkin（image video）

### SHOW
- フォルクスワーゲン GOLF 新車プレス発表会 （国立代々木第一体育館）

　※別途 VW社による公式個別インタビューの掲載
- VANTAN STUDENT FINAL 2015
- TOKYO RAINBOW PRIDE 2015 (Meets kiss)

### その他
- honeyee.com NEIGHBORHOOD（web-magazine）
- magaseek
- trees for everyone by Android
- LONSDALE（Jack Pot）

### 映画
- 「空って青いんだね。」　監督：佐藤シャミーナ　主演
- 「KEY」　監督：瀬戸裕介
- 「Red Sauce」  監督：Epigonen　主演
- 「F」　監督：瀬戸裕介　主演
- 「HiGH&LOW THE MOVIE」　　監督：久保茂昭　2016年7月16日全国ロードショー
- 「怒り」  監督：李相日  2016年9月17日全国ロードショー

### テレビ番組
- EDO PRESS JAPAN『Ja-Funniest〜Welcome to JAPAN』 レギュラー  (※インターネットTV放送 2015年9月より)
- RUN60
- 探検バクモン「日本まるごと ハイ地〜図！」(NHK)

### ナレーション
- こども英語教室Lepton×キッズステーション『Listen and Say.』英単語フラッシュカード

### ムービー
- 「Boy meets fairy.」 〜ANA×日本大学藝術学部 産学提携プロジェクト コンテスト一位受賞作品〜

### ラジオ
- レインボータウンFM（79.2Mhz）

Fan×Fun Thursday 『Buzz Up!!』 〜2016年4月7日より、毎週木曜日23:00〜23:30 生放送中〜
- 鎌倉FM（82.8Mhz）

『MCおんのおん☆しつ』 ゲスト出演

## 舞台

### 劇団公演
2010年
- Vol.2 『発砲事件。』 （荻窪メガバックスシアター）
- Vol.3 『いんしつ』 （明石スタジオ）

2011年
- Vol.4 『このヨル、あけないで』 （明石スタジオ）
- Vol.5 『欲しけりゃくれてやる』 （劇場MOMO）
- 番外公演Vol.1 『ひーろー』 〜天才劇団バカバッカ×AKATUSKI Projectコラボ公演 “PLAY for Japan”〜 （明石スタジオ）
- 番外公演Vol.2 『Birthday』〜藝術劇団バカバッカ BAKA meets ART〜 （Gallery LE DECO）
- Vol.6 『マイリトルシスター』 （萬劇場）

2012年
- Vol.7 『センス・オブ・ワンダー』 （テアトルBONBON）
- Vol.8 『ファミリー・ウォーズ』 （中野ザ・ポケット）
- Vol.9 『トラベラー』 （シアターグリーン BIG TREE THEATER）

2013年
- Vol.10 『ウェルカム・ホーム』 （テアトルBONBON）
- Vol.11 『タイム・アフター・タイム』　（中野ザ・ポケット）
- 鬼フェス参加作品 『THE RISING SUN』（シアター風姿花伝） ※同タイトルの短編動画で第2回QSCへ参加
- Vol.12 『ザ・ランド・オブ・レインボウズ』　（六行会ホール）

2014年
- Vol.13 『POLYMPIC TOKYO!』　（吉祥寺シアター）
- Vol.14 『グッドモーニング、アイスパーソン』　（東京芸術劇場シアターウエスト）

2015年
- Vol.15 『ハッピー・ウェディング！』　（六行会ホール）
- 番外公演『DADDY WHO?』　（テアトルBONBON）
- Vol.16 『ホテル・プラチナアイランド』　（六行会ホール）

2016年
- Vol.17『COLORS』 （吉祥寺シアター）
- Vol.18『DADDY WHO?再演』 （サンモールスタジオ）

2017年
- 初ツアー公演『DADDY WHO? in 名古屋』 （青少年文化センター・アートピアホール）

### 外部公演
2011年
- SPONTANEOUS（スポタニ） 『おいしい夕食』　（MAKOTOシアター銀座）
- 快快-faifai 『ゆく年くる年“SHIBA⇔トン”歳末大感謝祭』　（代官山M）

2014年
- 朝劇西新宿 『RISING SUN』　（GLASS DANCE新宿） ※2014年9月14日〜2015年3月22日 7ヶ月のロングラン公演
- 劇団チキンハート第5回本公演 『幸福の黄色いタンメン』　（新宿シアターモリエール）

2015年
- 岩井七世×レノ聡×野村龍一 『クレーム』〜芝居×トークライブ〜　（代々木上原GREEN AND MEAT LIFE）
- 劇団メイカーズ第2回公演 『転人』　（東京芸術劇場シアターウエスト）
- ざ☆よろきん第十二回本公演 『晒場慕情』〜恋慕の木遣り唄〜　（シアターグリーン BASE THEATER） 主演
- 無情報 第二回公演 『七人の神様』　（成子天神社） ゲスト出演
- (有)マッチポンブ調査室 第4回公演 『ニシムクサムライ』〜0年代の人間事変〜　（明石スタジオ）
- 片肌☆倶利伽羅紋紋一座「ざ☆くりもん」第十三回本公演 『振袖大火』〜吉原木遣り唄〜　（シアターグリーン BIG TREE THEATER）
- 朝劇西新宿『恋の遠心力』 （GLASS DANCE新宿）

2016年
- 片肌☆倶利伽羅紋紋一座「ざ☆くりもん」二〇一六年 新春三館同時本公演 『人情寄場』　（シアターグリーン BASE THEATER）
- PAPADOGプロデュース公演 姫君vol.6 『青、それは明日の色』  （シアターグリーン BASE THEATER） 主演
- 30th ANNIVARSARY レノ聡ひとり芝居『レノフェス』 （絵空箱）
- 演劇企画ユニット 劇団山本屋「5号」『Super natural Blue』〜別の言葉で何と言うの〜 （あうるすぽっと）
- (有)マッチポンブ調査室 第2回番外公演『ウヴソング』〜10YEARS AFTER〜』（Bar GARI GARI） 主演
- (有)マッチポンブ調査室 第5回公演『ロックvsペーパー&シザーズ』 （新宿シアターモリエール）

2017年
- -yoppy project- 初プロデュース公演『Battle Butler』 （六行会ホール）
- LIBRALプロデュース公演『Die yet』〜正しい寿命の減らし方〜 （R'sアートコート） 主演

2025年
- 片肌☆倶利伽羅紋紋一座「ざ☆くりもん」第33回ロングラン本公演『六道追分』〜第六期〜 （シアターグリーン BASE THEATER） 主演：清吉 役[1]

## ライブ

### New Japp Heroz
2013年
- 【NexT TYO vol.1】 （渋谷MICROCOSMOS）
- 【MUSIC FESTA -1周年 Anniversary-】 （渋谷CAMELOT）
- 【Next TYO vol.2】 （渋谷MICROCOSMOS）
- 【NexT TYO 〜NexT Beach〜】 （鎌倉Beach House KULA）
- 【BUFFALO SENSHURAKU】 （浦安高須海浜公園）
- 【Next TYO 〜Halloween Party〜】 （渋谷MICROCOSMOS）
- 【Next TYO 〜END OF THE YEAR PARTY〜】 （渋谷MICROCOSMOS）

2014年
- 【NexT TYO 〜1st Anniversary〜】 （渋谷MICROCOSMOS）
- 【MUSIC FESTA -2周年 Anniversary-】 （渋谷CAMELOT）
- ※2014年4月12日 吉祥寺シアターにて舞台終演後に特別ライブ
- 【TORUS】 （麻布十番VILLAGE）
- 【路上戦争】 （渋谷VUENOS）
- 【路上戦争】 （渋谷VUENOS）
- 【MUSIC FESTA】 （渋谷CAMELOT）

2015年
- 【MUSIC FESTA -3周年 Anniversary-】 （渋谷CAMELOT）
- 【Zephyren presents A.V.E.S.T. project Vol.8】　（渋谷O-EAST/O-WEST/O-NEST/O-CREST/CLUB ASIA/DUO/VUENOS）
- 【REAL LARD CITY Vol.1】 （渋谷LOUNGE NEO）